# Удсток (Върмонт)
Вижте пояснителната страница за други значения на Удсток.
Удсток (на английски: Woodstock) е град в САЩ, административен център на окръг Уиндзър, щата Върмонт. Населението на града е 2932 души (по приблизителна оценка за 2017 г.). Удсток се намира близо до границата с Ню Хампшър.